# Khawarnaq

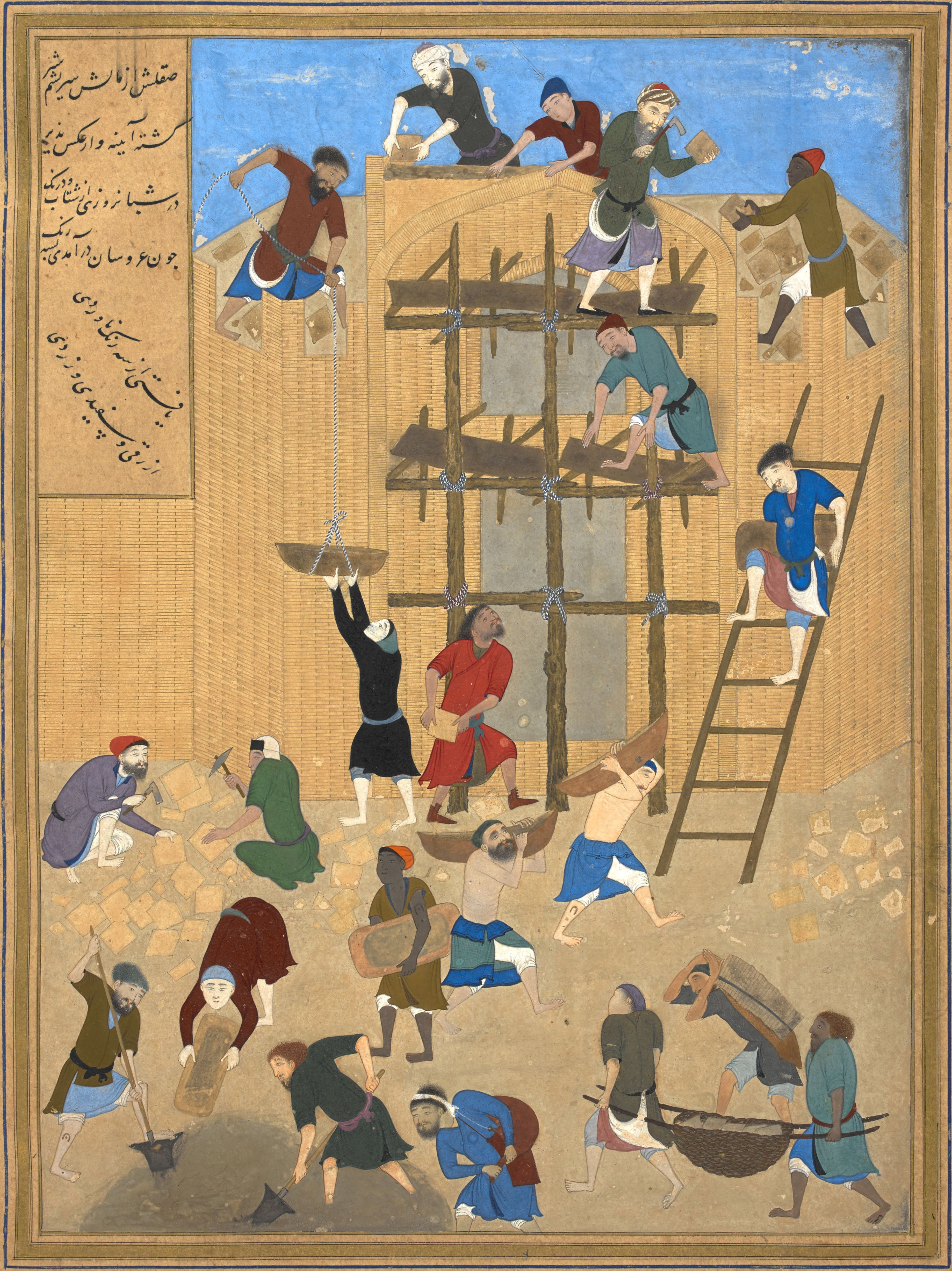
Miniatura persiana di Behzad che ricorda l'edificazione di al-Khawarnaq. (La miniatura risale al 1494, ed è all'interno dalla Khamse di Neẓāmī. British Library, manoscritto OR. MS. 6810, fol 154v).

al-Khawarnaq (in arabo ﺍﻟﺨﻮﺭﻧﻖ‎?) era il nome di un memorabile palazzo costruito dai Lakhmidi a due chilometri circa a oriente di Najaf (Iraq).
Il suo nome potrebbe derivare dal vocabolo persiano huvarna ("dallo splendido tetto") ِo khawarnar ("luogo di festeggiamenti") ma non manca chi ipotizza una radice araba (khirniq ) o ebraica. La magnificenza dell'edificio era tale da essere menzionato dai poeti d'età preislamica come una delle 30 meraviglie del mondo.
A farlo costruire dall'architetto greco che gli Arabi chiamavano Sanimār (in arabo سنمار‎?) fu il sovrano lakhmide Nuʿmān (m. verso il 418) in onore della sua sposa persiana ma al-Khawarnaq conobbe vari rifacimenti e ampliamenti nel corso dei secoli successivi, tanto da essere ancora ricordato nel Kitāb al-aghānī di Abū l-Faraj al-Isfahānī. 
Al suo interno il Califfo omayyade ʿAbd al-Malik b. Marwān dette un grandioso banchetto per festeggiare la vittoria delle sue armi su Muṣʿab b. al-Zubayr.
Nel XIV secolo era però in rovina.